# Scratch
Scratch je vizualni programski jezik, ki je bil ustvarjen z namenom učenja programiranja. Leta 2007 so ga razvili sodelavci inštituta Media Lab na Tehnološkem inštitutu Massachusettsa, ZDA.
Preveden je v več kot 70 jezikov in ga množično uporabljajo v šolah in drugih izobraževalnih organizacijah. Scratch deluje kot spletna aplikacija, zato za njegovo uporabo zadošča že spletni brskalnik. Zgodnješe različice Scratcha so bile razvite tudi kot namizne aplikacije, ki so delovale na operacijskih sistemih Mac OS, Linux in Microsoft Windows. Scratch omogoča tudi povezovanje z zunanjimi napravami, kot so npr. LEGO Mindstorms EV3, micro:bit in podobne.

## Zahtevnost
Namenjen je predvsem otrokom od 8. do 16. leta starosti, saj program ne zahteva znanja programiranja. V njem se lahko izdeluje računalniške igre, animacije ... in se jih nato deli na spletu. Uporabnik namesto pisanja kode z miško premika grafične bloke in z njimi gradi ukaze.